# Solomon Grundy (DC Comics)
Solomon Grundy is een superschurk uit de strips van DC Comics. Hij is een grote sterke zombie, vernoemd naar het 19e-eeuwse kinderlied. Solomon Grundy is vooral een vijand van Batman en Green Lantern. Hij verscheen voor het eerst in All-American Comics #61 (1944).

## Biografie

### Pre-Crisis
Voor het verhaal Crisis on Infinite Earths bestonden er twee versies van Solomon Grundy.
De eerste kwam voor op Earth-Two, het universum van de Golden Age superhelden. In deze wereld was hij in werkelijkheid Cyrus Gold. Hij werd vermoord en zijn lichaam achtergelaten in een moeras vlak bij Gotham City. 50 Jaar later kwam zijn lijk weer tot leven als een supersterke zombie. Hij had vrijwel geen herinneringen meer aan zijn oude leven. Gold vermoordde twee ontsnapte criminelen, en nam de naam Solomon Grundy aan. Hij verviel al snel tot een leven als misdadiger, en kwam zo oog in oog te staan met Alan Scott, de originele Green Lantern. Tevens vocht hij tegen de Justice Society of America. Hij was tevens korte tijd lid van de Injustice Society of the World.
De tweede versie van Solomon Grundy kwam voor op Earth-One, het universum van de Silver Age helden. Deze Solomon Grundy herrees uit de dood door toedoen van Parasite, en was een meer beestachtige versie van zijn Earth-One tegenhanger. Hij vocht het eerst met Superman, en bleek hem gemakkelijk aan te kunnen. Uiteindelijk wist Superman hem met een list te verslaan. Desondanks bleef Grundy Superman nog jarenlang lastigvallen en vocht hij ook met Swamp Thing.

### Post-Crisis
Na het verhaal “Crisis on Infinite Earth’s” versmolt het DC multiversum tot 1 universum, waarin Solomon Grundy een andere achtergrond kreeg. In deze continuïteit dankte hij zijn wederopstanding aan de Parliament of Trees, een groep van Plant Elementals die Grundy wilden veranderen in de nieuwste plant Elemental. De groep zag echter 1 ding over het hoofd: een plant elemental kan alleen worden gemaakt uit een wezen dat gestorven is door vuur. Omdat Grundy’s dood niets met vuur te maken had kwam hij weliswaar wel tot leven, maar als een zombie.
Door het mislukte ritueel was Grundy nu gebonden aan het moeras, en kon dit gebruiken om uit de dood op te staan. Hij werd meerdere malen gedood, maar herrees altijd weer uit het moeras.
Grundy werd nu meer een vijand van Batman. Grundy werkte zelfs een keer samen met Two-Face.
Grundy gebruikte lange tijd Green Arrow’s oude grot als hoofdkwartier.

## Krachten en vaardigheden
Solomon Grundy beschikt over bovenmenselijke kracht en weerstand tegen verwondingen. Hoe sterk hij precies is, varieert per verhaal. In sommige incarnaties kan hij zichzelf gemakkelijk meten met Superman, terwijl in anderen hij met gemak te verslaan is door wat minder sterke superhelden.
Grundy kan worden verwond of gedood op dezelfde manier als een mens, maar hij kan altijd uit de dood opstaan.

## In andere media

### Televisieseries
- Solomon Grundy deed mee in de animatieserie Challenge of the Super Friends als een lid van Lex Luthor's Legion of Doom. Zijn stem werd gedaan door Jimmy Weldon.
- Solomon Grundy deed ook mee in de specials Legends of the Superheroes, waarin hij wordt gespeeld door Mickey Morton.
- Solomon Grundy had gastrollen in de series Justice League en Justice League Unlimited, aanvankelijk als lid van Lex Luthor's Injustice Gang. Zijn stem werd gedaan door Mark Hamill. Hij was in deze serie een soort DC Comics versie van The Hulk.
- Solomon Grundy was een vijand van Batman in de serie The Batman. In deze serie was hij een zombie die in de 19e eeuw was gemaakt door arbeiders van Gotham City om wraak te nemen op de rijke landheren die het lokale meer vervuilden met industrieel afval.
- Solomon Grundy verschijnt in het vierde seizoen van de live-action televisieserie Gotham waarbij het karakter Butch Gilzean, gespeeld door Drew Powell, na zijn dood veranderd in Solomon Grundy. Uiteindelijk wordt Grundy weer terug veranderd in Butch Gilzean maar wordt hij vermoord door Penguin.

### Videospellen
- Solomon Grundy verschijnt in het videospel Batman: Arkham City waarbij hij onder het museum zit en hij met behulp van elektriciteit wordt ingezet door The Penguin om tegen Batman te vechten. De stem van Solomon Grundy voor het videospel werd ingesproken door Fred Tatasciore.